# Jana Kappes
Jana Kappes (* 9. Oktober 1996 in Buchen) ist eine deutsche Fußballspielerin, die seit 2012 für die zweite Mannschaft des FC Bayern München spielt.

## Karriere
Kappes begann fünfjährig in Altheim beim dort ansässigen VfB Altheim mit dem Fußballspielen. Es folgten die Jugendmannschaften des SC Klinge Seckach und der TSG 1899 Hoffenheim, ehe sie im Sommer 2012 vom FV Lauda zur zweiten Mannschaft des FC Bayern München gelangte. Ihr Zweitligadebüt gab sie am 9. September 2012 (2. Spieltag) beim 7:0-Sieg im Auswärtsspiel gegen den 1. FFC Frankfurt II mit Einwechslung für Julia Deißenböck in der 68. Minute. Obwohl noch zeitgleich in der B-Juniorinnen-Bundesliga aktiv, erkämpfte sie sich umgehend einen Stammplatz. Am 1. Mai 2013 (14. Spieltag) debütierte sie beim 4:3-Sieg im Auswärtsspiel gegen den FF USV Jena in der Bundesliga mit Einwechslung für Vanessa Bürki in der 78. Minute. Ihr erstes Punktspieltor erzielte sie am 29. Oktober 2017 (5. Spieltag) beim 6:1-Sieg im Heimspiel gegen Bayer 04 Leverkusen II mit dem Treffer zum 1:1 in der 31. Minute. In der Saison 2018/19 wurde Kappes mit der zweiten Mannschaft der Münchnerinnen Meister der 2. Bundesliga. Fast neuneinhalb Jahre nach ihrem Bundesligadebüt kam sie am 30. Oktober 2022 zu ihrem zweiten Erstligaeinsatz. 
Schwere Verletzung
Nachdem Kappes am 26. März 2023 (18. Spieltag) im Zweitliga-Spitzenspiel bei RB Leipzig einen Schädelbruch erlitten hatte, griff sie zum Saisonstart am 20. August 2023, beim 1:1-Unentschieden im Heimspiel gegen den Aufsteiger SV 67 Weinberg, wieder ins Spielgeschehen ein.

## Erfolge
- Deutscher Meister 2023
- Meister 2. Bundesliga 2019
- Deutsche B-Juniorinnen-Meister 2013 (mit dem FC Bayern München)